# Galeoglossum thysanochilum
Galeoglossum thysanochilum là một loài thực vật có hoa trong họ Lan. Loài này được (Rob. & Greenm.) Salazar mô tả khoa học đầu tiên năm 2009.